# Martin Schottenloher
Martin Schottenloher (Lindau, 25 de julho de 1944) é um matemático alemão.

## Formação e carreira
Schottenloher estudou matemática na Universidade de Munique obtendo o diploma em 1969. Obteve um doutorado em 1972 na Universidade de Munique, orientado por Karl Stein e Walter Roelcke, com a tese Analytische Fortsetzung in Banachräumen, onde também obteve a habilitação em 1975.
Após passar um tempo como assistente foi em 1977 professor na Universidade de Munique até aposentar-se em 2009. Foi professor visitante na Universidade de Kentucky, Universidade Federal do Rio de Janeiro, Trinity College (Dublin), Universidade Nice-Sophia-Antipolis e Universidade de Hamburgo.
Especialista em algoritmos, inteligência artificial e análise complexa.

## Publicações selecionadas
Alguns de seus livros e artigos são:
- A Mathematical Introduction To Conformal Field Theory
- Challenges Between Competition and Collaboration: The Future of the European Manufacturing Industry
- Basic Bundle Theory and K-Cohomology Invariants
- Geometrie und Symmetrie in der Physik. Leitmotiv der Mathematischen Physik